# Boxe russa
Il pugilato russo (russo - Кулачный бой 'Kulachniy Boy' "combattimento a pugilato") è il tradizionale pugilato Slavo, successivamente diffusosi in Russia.

## Regolamento
I pugili spesso si allenano punzonando secchi di sabbia per rafforzare le ossa e preparare i minuti prima dei combattimenti.
Ogni regione in Russia ha incorporato regole diverse a differenza dello sport della boxe. In alcuni luoghi hanno combattuto a braccia nude, mentre in altri hanno allungato le maniche sui pugni. C'erano casi in cui i partecipanti imbrogliavano mettendo il ferro sotto le maniche.

## Tecniche
Ci sono tre tipi di pugilato russo: il primo è il tipo singolo, uno contro uno lotta; il secondo tipo è una lotta di squadra noto anche come "muro sul muro". Il terzo, "drop catch", era il meno praticato.
Ci sono state diverse versioni del singolo lotta. Una versione era come la boxe moderna, dove un combattente colpisce l'altro dove vuole o può. L'altra versione è quando i combattenti si alternano colpendosi a vicenda. Fuggire da un pugno, rispondere non al turno, e allontanarsi non era permesso; tutto quello che si poteva fare era usare le mani per cercare di proteggere il proprio corpo. C'era anche un tipo di combattimento pugno 'hit on hit' o 'uno per uno', quando gli avversari hanno dato pugni al turno. 
La vittoria potrebbe arrivare in pochi casi: quando uno dei combattenti cade, fino al primo sangue, o fino a quando uno dei combattenti si arrende.
La lotta "muro-su-muro" (con ovunque da dozzine a diverse centinaia di partecipanti) è stata eseguita rigorosamente da regole e poteva andare avanti per ore. Entrambi i "muri" avevano un capo combattente, che serviva come tattico e ufficiale comandante. "I muri" stessi erano formazioni diritte strette 3-4 gradi profondi. Ripetuti attacchi sono stati eseguiti, con l'obiettivo di spingere il "muro" avversario fuori dall'area di gioco.
Tattiche di base sono state utilizzate, come la violazione utilizzando combattenti pesanti (che di solito sono stati tenuti in riserva), circondare, falsa ritirata e altri; ma di regola, la formazione muro stretto mai rotto. Le tattiche includevano anche la pianificazione della battaglia. I combattimenti "wall-on-wall", mentre venivano eseguiti per l'intrattenimento, erano infatti vicini all'addestramento militare. Per esempio, l'etnografo notevole V. Gilyarovsky ha ricordato che durante il suo servizio volontario in soldati di reggimento di fanteria spesso ha organizzato scazzottate parete su parete con lavoratori di fabbrica.